# 職業性失聰補償管理局
職業性失聰補償管理局（英語：Occupational Deafness Compensation Board，簡稱「職聰局」）於1995年根據香港法例第469章《職業性失聰（補償）條例》成立的香港法定機構，負責向因在香港受僱而患上噪音所引致失聰的人士提供補償，並向僱主及僱員宣傳保護聽覺的重要性。現任主席是曾浩輝醫生。

## 外部連結
- 職業性失聰補償管理局 （页面存档备份，存于）